# Emmanuel Ramazani Shadary
Emmanuel Ramazani Shadary Mulanda (* 29. November 1960 in Kasongo, in der heutigen Provinz Maniema; auch Emmanuel Ramazani Shadari Mulanda) ist ein Politiker und ehemaliger Minister in der Demokratischen Republik Kongo. Er war Kandidat der Parti du Peuple pour la Reconstruction et la Démocratie (PPRD) bei der Präsidentschaftswahl 2018.

## Werdegang
Shadary studierte Politik- und Verwaltungswissenschaften an den Universitäten Lubumbashi und Kinshasa (UNIKIN) und war 1992 bis 1994 Assistent an der Universität Kindu.
Er wurde 1995 stellvertretender Gouverneur und vom 18. Juli 1997 bis 3. Oktober 1998 Gouverneur der Provinz Maniema. Nach dem Ausbruch eines Krieges verschiedener Rebellengruppen und mit teils Einsatz von Streitkräften aus Ruanda und Uganda musste er die Kontrolle über die Provinz abgeben und konnte erst ab 2002 wieder als Gouverneur zurückkehren.
Von 2006 bis 2011 war er Erster Vizepräsident der Verwaltungspolitik und Rechtskommission der Nationalversammlung und ab 2012 Fraktionsvorsitzender der von ihm neu mitgegründeten PPRD und Koordinator der parlamentarischen Mehrheit im Unterhaus bis heute.
Als stellvertretender Premierminister sowie Innen- und Sicherheitsminister war Shadary seit seinem Amtsantritt am 20. Dezember 2016 für die Polizei und die Sicherheitsdienste sowie die Koordinierung der Arbeit der Provinzgouverneure verantwortlich. In dieser Funktion war er nach Ansicht der Europäischen Union, die ihn am 29. Mai 2017 auf eine Sanktionsliste setzte, für die jüngsten Verhaftungen von Aktivisten und Oppositionsmitgliedern sowie den unverhältnismäßigen Einsatz von Gewalt seit seiner Ernennung, wie das gewaltsame Vorgehen gegenüber Mitgliedern der 1969 gegründeten neuen religiösen Bewegung Bundu Dia Kongo (BDK) in der Provinz Kongo Central, die Repression in Kinshasa im Januar und Februar 2017 sowie den unverhältnismäßigen Einsatz von Gewalt und die gewaltsame Repression in den Kasaï-Provinz, verantwortlich. In dieser Funktion war er daher an der Planung, Steuerung oder Begehung von Handlungen beteiligt, die schwere Menschenrechtsverletzungen darstellen. Die Sanktionen umfassen ein Verbot der Einreise in die EU und das Einfrieren von Vermögenswerten sowie ein Verbot, den in der Liste aufgeführten Personen Gelder oder wirtschaftliche Ressourcen bereitzustellen. Später wurde Shadary „ständiger Sekretär“ seiner Partei.
Shadary trat 2018 als Präsidentschaftskandidat der PPRD an. Er galt als Wunschkandidat von Präsident Joseph Kabila, der nach zwei Amtszeiten nicht erneut antreten durfte. Er erhielt laut Angaben der Wahlkommission rund 23,8 % der Stimmen und war damit hinter Félix Tshisekedi und Martin Fayulu Drittplatzierter.